# Laurence Cristol
Pour les articles homonymes, voir Cristol.
Laurence Cristol (ou Cristol-Dalstein), née le 8 novembre 1967 à Montpellier, est une femme politique française. Elle est députée de la 3e circonscription de l'Hérault entre 2022 et 2024.

## Biographie
Laurence Cristol est médecin gériatre spécialisée en oncologie, à l'Institut régional du cancer de Montpellier (Val d'Aurelle). Elle est mariée depuis 1992 avec Jean-Paul Cristol, professeur des universités - praticien hospitalier au CHU de Montpellier, ensemble ils ont 4 enfants nés entre 1994 et 2005.
Elle est nommée chevalier de l’ordre national du Mérite le 10 juillet 2021 pour "ses parcours professionnels exemplaires de médecin en qualité d’oncogériatre, ses activités de recherche en oncogériatrie ainsi que son investissement dans la vie des sociétés, ses actions des formations pour les soignants et étudiants et direction de thèses, la présidence et la modération de sessions de congrès"
Elle fait partie des parlementaires actionnaires de la multinationale TotalEnergies (pour environ 8 700 €), ce qui pose des questions d’ordre déontologique et politique, notamment lors des débats et des votes à l'Assemblée ayant trait au dérèglement climatique, à la hausse des prix du carburant et aux taxes sur les superprofits,. Pour France 3, le fait qu'elle siège à la commission des Affaires sociales rend sa situation moins problématique que pour certains de ses collègues qui siègent dans des commissions intervenant plus directement sur les dossiers énergétiques.

## Parcours politique
Laurence Cristol entre dans le paysage politique en 2008 lorsqu'elle intègre le conseil municipal de Saint-Clément-de-Rivière pour travailler notamment sur l'accompagnement des personnes âgées. Elle est membre du parti Les Républicains (LR) à partir de 2016.
En 2018, à la suite d'une crise politique, le maire démissionne. Laurence Cristol est alors élue par le conseil municipal pour diriger la commune. Elle est réélue lors des élections municipales de 2020,.
Laurence Cristol est également conseillère générale de l'Hérault depuis 2015 et vice-présidente chargée du tourisme à la Communauté de communes du Grand Pic St-Loup.
Laurence Cristol ferait partie des signataires d'une charte de La Manif pour tous, selon une affirmation de ses adversaires, mais démentie par l'élue, qui affirme avoir seulement participé à un débat et « signé un document nullement homophobe, qui évoquait seulement la famille et l'éducation »,.
En mars 2021, elle s'oppose à l'installation d'un centre d'accueil temporaire pour mineurs non accompagnés dans le nord de Montpellier, aux frontières de sa commune à Saint-Clément-de-Rivière. Elle dit ne pas y être opposée en soi, mais ne pas être favorable à une implantation près du centre commercial Trifontaine.

### Élections législatives de 2022
Elle quitte LR après l'élection présidentielle.
Lors des élections législatives de 2022, elle est investie par La République en marche (LREM) dans la troisième circonscription de l'Hérault pour remplacer Coralie Dubost, en retrait de la vie politique à la suite d'une mise en cause dans la gestion de ses frais de mandats. Cette investiture, poussée par le sénateur LR Jean-Pierre Grand, se traduit par une mise en retrait d'une partie des militants de LREM et du MoDem, qui critique un parachutage et un ralliement opportuniste. Cette mise en rentrée est aussi expliquée par les anciennes positions prises par la candidate, celle-ci a signé la Charte de la Manif Pour Tous ! et avait voté contre l'accueil de mineurs non accompagnés dans sa commune à Saint-Clément-de-Rivière.
Cristol arrive en tête du premier tour avec 26,68 % des suffrages, puis l'emporte au second tour face à la candidate EÉLV (NUPES) Julia Mignacca avec 53,10 %.

### Députée de la XVIe législature
Laurence Cristol est élue députée de la troisième circonscription de l'Hérault le 19 juin 2022 et rejoint la commission des Affaires sociales de l'Assemblée Nationale.
Durant son mandat, elle s’est notamment illustrée au niveau national en tant que rapporteure de la loi bien vieillir et de la loi fin de vie,,
À la suite de la dissolution de l'assemblée nationale en juin 2024, elle se présente à sa propre succession et déclare « Je ne suis pas femme à quitter la barre dans la tempête. ».

### Elections législatives de 2024
Arrivée 3ème au premier tour des élections législatives 2024, Laurence Cristol se retire sur la 3e circonscription de l’Hérault.
La députée sortante a obtenu 29,10 % face à la candidate RN (32,2 %) et la candidate du NFP, Fanny Dombre Coste (33,9 %).

## Résultats électoraux

### Élections municipales
Les résultats ci-dessous concernent uniquement les élections où elle est tête de liste.
| Année | Parti | Parti | Commune                  | Premier tour | Premier tour | Second tour | Second tour | Sièges  |
| Année | Parti | Parti | Commune                  | Voix         | %            | Voix        | %           | Sièges  |
| ----- | ----- | ----- | ------------------------ | ------------ | ------------ | ----------- | ----------- | ------- |
| 2020  |       | DVD   | Saint-Clément-de-Rivière | 1 128        | 66,54        |             |             | 23 / 27 |

### Élections cantonales
| Année | Parti | Parti | Canton             | Premier tour | Premier tour | Second tour | Second tour | Issue |
| Année | Parti | Parti | Canton             | Voix         | %            | Voix        | %           | Issue |
| ----- | ----- | ----- | ------------------ | ------------ | ------------ | ----------- | ----------- | ----- |
| 2015  |       | DVD   | Saint-Gély-du-Fesc | 5 369        | 29,56        | 8 855       | 50,77       | Élue  |
| 2021  |       | LR    | Saint-Gély-du-Fesc | 6 294        | 44,71        | 9 091       | 67,38       | Élue  |

### Élections législatives
| Année | Parti | Parti | Circonscription                        | 1er tour | 1er tour | 1er tour | 2d tour | 2d tour | 2d tour |
| Année | Parti | Parti | Circonscription                        | Voix     | %        | Rang     | Voix    | %       | Issue   |
| ----- | ----- | ----- | -------------------------------------- | -------- | -------- | -------- | ------- | ------- | ------- |
| 2017  |       | LR    | Quatrième circonscription de l'Hérault | 6 199    | 11,69    | 4e       |         |         | Battue  |
| 2022  |       | LREM  | Troisième circonscription de l'Hérault | 12 457   | 26,28    | 1re      | 22 907  | 53,10   | Élue    |
| 2024  |       | RE    | Troisième circonscription de l'Hérault | 19 714   | 29,10    | 3e       |         |         | Retrait |

## Distinctions
- Chevalière de l'ordre national du Mérite (2021)